# Università di Akron
L'Università di Akron è un'università statunitense pubblica con sede a Akron, in Ohio.

## Storia
L'università fu fondata nel 1870 da John R. Buchtel, la cui statua è oggi presente all'interno del campus. L'edificio principale curiosamente è stato danneggiato da due grandi incendi nel 1899 e nel 1971; il college è stato poi ristrutturato nel 2004 grazie ad un progetto che portò 300 milioni di euro in dote all'università.

## Sport
Gli Zips, che fanno parte della NCAA Division I, sono affiliati alla Mid-American Conference. La pallacanestro ed il baseball sono gli sport principali; le partite interne vengono giocate al Lee R. Jackson Baseball Field e all'InfoCision Stadium–Summa Field mentre la squadra di basket gioca alla James A. Rhodes Arena.

### Pallacanestro
Akron conta 4 apparizioni nella post-season ed in tutti i casi è sempre stata sconfitta nel primo turno. Fra gli Zips sbarcati in NBA si ricorda Bill Turner.

## Nei media
Il film Akron del 2015, diretto da Sasha King e Brian O'Donnell è, come si può facilmente intuire dal titolo, ambientato in questa università.